# 鷹䱵屬
鷹䱵屬（學名：Goniistius）又名帶䱵屬、鷹斑䱵屬、鷹羽鯛屬，為日鱸目婢䱵科的一屬，過去曾被歸類於單指䱵科（Aplodactylidae）之中。

## 名称
本屬學名的拉丁詞根源自希臘文（拉丁轉寫），意為“老鷹”。

## 分類
本屬現有9個受承認的物種，如下：
- 花尾鷹䱵 Goniistius zonatus (Cuvier, 1830)：又名花尾鷹羽鯛、花尾鷹斑䱵、花尾帶䱵
- 隆背鷹䱵 Goniistius gibbosus (Richardson, 1841)：又名隆背唇指䱵
- 背帶鷹䱵 Goniistius quadricornis (Günther, 1860)：又名四角唇指䱵、素尾鷹䱵、素尾鷹羽鯛
- 飾帶鷹䱵 Goniistius vittatus (Garrett, 1864)：又名飾帶唇指䱵、格氏䱵
- 披鱗鷹䱵 Goniistius vestitus (Castelnau, 1879)：又名披鱗唇指䱵
- 斑馬鷹䱵 Goniistius zebra (Döderlein, 1883)：又名斑馬鷹羽鯛、斑馬帶䱵、斑马唇指𮬢
- 紅唇鷹䱵 Goniistius rubrolabiatus (Allen & Heemstra, 1976)：又名紅唇唇指䱵
- 普氏鷹䱵 Goniistius plessisi (Randall, 1983)：又名普氏唇指䱵
- 富氏鷹䱵 Goniistius francisi (Burridge, 2004)：又名富氏唇指䱵